# (90) Antiope
Pour les articles homonymes, voir Antiope.
(90) Antiope est un astéroïde binaire de la ceinture principale. Il a été découvert par Robert Luther le 1er octobre 1866 et porte le nom d'Antiope, personnage de la mythologie grecque (plusieurs personnages portent cependant ce nom et il n'est pas clair duquel il s'agit).

## Situation
(90) Antiope est situé dans la ceinture principale et fait partie de la famille de Thémis.

## Système binaire
Le 10 août 2000, des observations menées par le télescope Keck de l'observatoire du Mauna Kea ont montré que (90) Antiope est en fait un astéroïde double, constitué de deux corps séparés par 171 km qui tournent autour d'un centre de gravité commun.

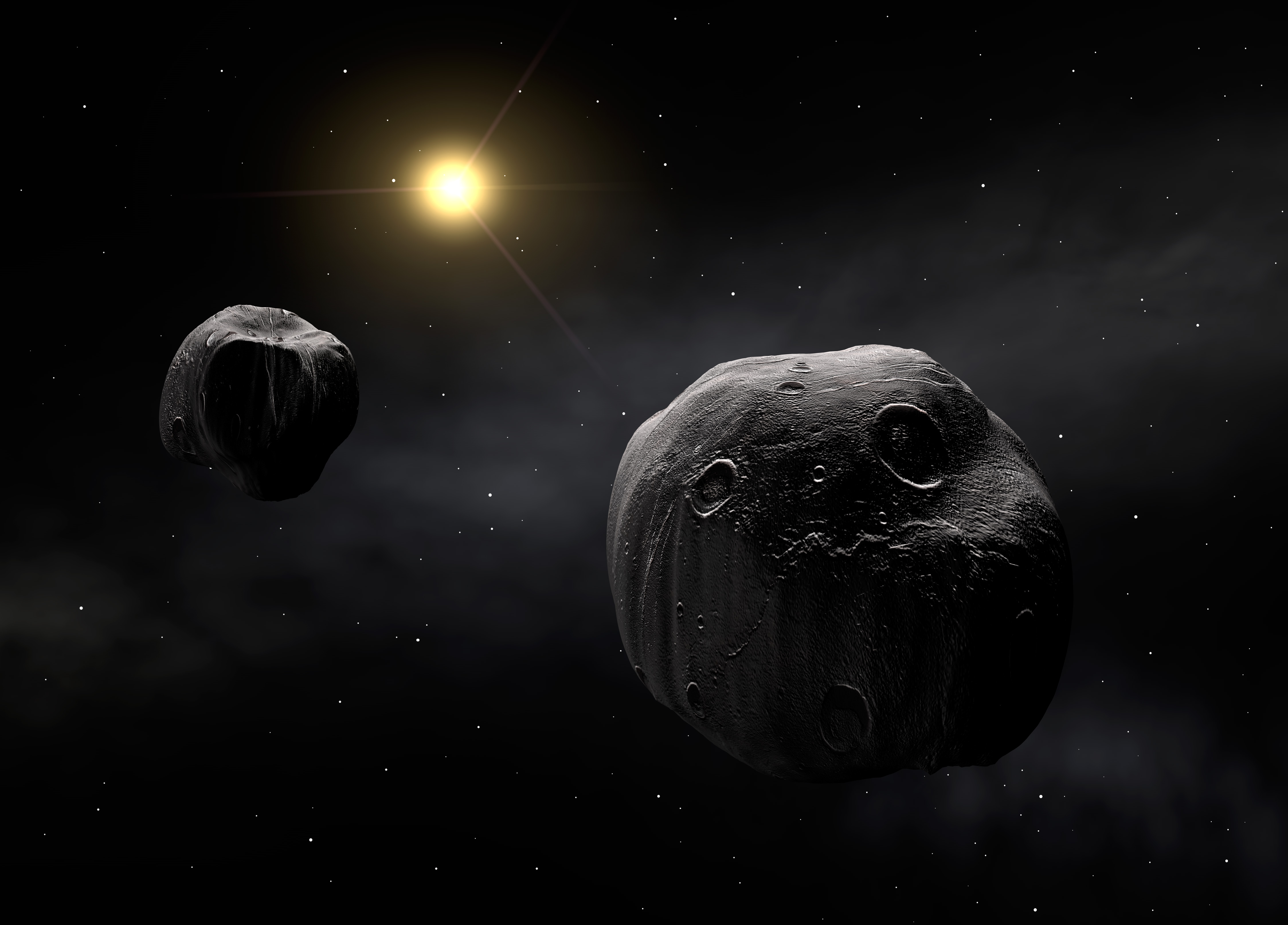
Vue d'artiste.

Des observations complémentaires ont indiqué que les deux corps mesurent respectivement 93,0 × 87,0 × 83,6 km et 89,4 × 82,8 × 79,6 km et tournent autour du centre de gravité du système en à peu près 16,5 heures. Ces paramètres connus, la masse et la densité de chacun d'eux ont été déterminées. Leur faible densité (1,25 g/cm3) suggère qu'ils sont très poreux (au moins 30 %). Ils sont de type C, sombres et carbonés.